# Svitlana Onychtchouk
Svitlana Onychtchouk (en ukrainien : Світлана Василівна Онищук), né le 7 janvier 1984 dans la ville de Zabolotiv, est une femme politique ukrainienne.

## Biographie
Elle est la gouverneure de l'oblast d'Ivano-Frankivsk par l'[pourquoi ?] oukase présidentiel n°281/2021. 